# Ludvig Tidstrand
Lars Ludvig Nicholas Tidstrand, född 2 augusti 2005 är en svensk fotbollsspelare (anfallare) som spelar för Mjällby AIF i Allsvenskan.

## Karriär
Ludvig Tidstrands moderklubb är Sölvesborgs GoIF. Efter att ha gjort ett fåtal framträdanden för klubbens reservlag i division 5 flyttade han som 15-åring vidare till grannklubben Mjällby AIF. Där signerade han sommaren 2022 sitt första A-lagskontrakt, vilket sträckte sig över säsongen 2025.
Efter att ha spenderat ytterligare ett och ett halvt år i Mjällbys ungdomslag började Tidstrand figurera på allvar i A-laget 2024. Den 17 februari 2024 kom också tävlingsdebuten, då han gjorde ett inhopp i 3-2-segern mot GIF Sundsvall i Svenska Cupen. Under säsongen ingick Tidstrand sedan i lånesamarbetet mellan Mjällby AIF och division 2-klubben Nosaby IF. Tio dagar efter att han gjort sitt första framträdande i tvåan fick han som 18-åring debutera i Allsvenskan i form av ett inhopp i 3-2-segern mot Kalmar FF den 29 april 2024.
Tidstrand är son till tidigare Mjällbyspelaren, Jens Hermansson 

## Statistik
| Klubb              | Säsong             | Liga                      | Liga    | Liga | Nationell cup | Nationell cup | Internationell cup | Internationell cup | Övrigt  | Övrigt | Totalt  | Totalt |
| Klubb              | Säsong             | Division                  | Matcher | Mål  | Matcher       | Mål           | Matcher            | Mål                | Matcher | Mål    | Matcher | Mål    |
| ------------------ | ------------------ | ------------------------- | ------- | ---- | ------------- | ------------- | ------------------ | ------------------ | ------- | ------ | ------- | ------ |
| Mjällby AIF        | 2023               | Allsvenskan               | 1       | 0    | 1             | 0             | -                  | -                  | -       | -      | 2       | 0      |
| Totalt             | Totalt             |                           | 1       | 0    | 1             | 0             | 0                  | 0                  | 0       | 0      | 2       | 0      |
| Nosaby IF (lån)    | 2024               | Division 2 Södra Götaland | 1       | 0    | 0             | 0             | -                  | -                  | -       | -      | 1       | 0      |
| Totalt i karriären | Totalt i karriären | Totalt i karriären        | 2       | 0    | 1             | 0             | 0                  | 0                  | 0       | 0      | 3       | 0      |